# 필루스 홈
필루스 홈(Philus Sulcus)는 목성의 위성인 가니메데에 있는 지역으로 홈 모양의 밝은 지형이다. 길이는 465km이다.